# بحيرة أوتوانا
بحيرة أوتوانا، هي بحيرة تقع في مقاطعة أديرونداكس بولاية نيويورك، وهي متصلة ببحيرة إيجل وبحيرة الجبل الأزرق إلى الشرق ونهر ماريون، وبحيرة راكيت إلى الغرب.كانت مملوكة من قبل كاتب المغامرة نيد بانتلاين في عام 1867 ومن قبل ويليام ويست دورانت في عام 1888 قبل أن يتم شراؤها بواسطة زعيم التعدين بيرثولد هوتشفيلد في عام 1904. ولا يزال جزء كبير من الشاطئ الشمالي مملوكاً لعائلة هوتشيلد كجزء من مخيم عش إيجل والباقي يكون للإرتفاق والمحافظة.

## صيد الاسماك
أنواع الأسماك الموجودة في بحيرة «اوتوانا» هي سمك السلمون المزدوج، والسمك الأبيض، وأسماك الشمس ، والبليهد الأسود،واسماك السلمون الأطلسي، والسمك الروسي الأصفر، واسماك الفم الصغيرة، وإمكانية الوصول إليها عن طريق بحيرة إيجل.